# Norops compressicauda
Norops compressicauda är en ödleart som beskrevs av  Smith och KERSTER 1955. Norops compressicauda ingår i släktet Norops och familjen Polychrotidae. IUCN kategoriserar arten globalt som livskraftig. Inga underarter finns listade i Catalogue of Life.